# حرب المسيح
حرب المسيح هي مجموعة من قصاصات مخطوطة تصف نهاية المعركة التي قادها قائد الجموع. القصاصات التي تشكل هذه الوثيقة تشمل 4Q285 المعروفة أيضًا باسم نص المسيح المطعون، و11Q14 الذي وجد أنها تتوافق معها. من المحتمل أن تكون هذه المخطوطة تمثل أيضًا خاتمة مخطوطة الحرب، حيث وجد تماسكًا بين صياغة المخطوطتين، وكلاهما يناقشان مواضيع ذات صلة ببعضها البعض.